# 的山哲也
的山 哲也（まとやま てつや、1970年10月1日 - ）は、兵庫県姫路市花田町出身の元プロ野球選手（捕手）・コーチ。2009年から福岡ソフトバンクホークスでバッテリーコーチを務めている。

## 経歴

### 現役時代
福崎高校卒業後は新日鐵広畑に入社。
1991年の都市対抗ではベスト8で優秀選手賞を受賞。
1993年のドラフト4位で近鉄バファローズに入団し、最初の3年間は古久保健二・光山英和の2人の正捕手がいたため出番がなかった。
1997年、両者の衰えとともに一気に出場機会を増やしレギュラー格となった。打撃が明らかに上であった礒部公一よりもリードと肩の強さが評価され、この年以降レギュラーを保持し続ける。
1999年は自己最多の117試合に出場して打率.235、8本塁打、39打点とキャリアハイの成績を残したが、あまりにも的山が打てないため、一度は外野にコンバートされた礒部が梨田昌孝監督の指導で2000年に再び捕手に専念。的山の出場機会は激減するかに思われたが、礒部がシーズン中に顔面死球で骨折したことにより離脱したため、出場機会は減少したものの正捕手の座を譲るには至らなかった。7月9日のオリックス戦（GS神戸）で一塁を守っていたフィル・クラークが戎信行に死球を受け骨折、急遽的山が一塁に入った。これは的山が捕手以外を守った唯一の年であり、唯一の試合である。
2001年は再び礒部との正捕手争いが続くと思われたが、礒部がオープン戦で8盗塁全てを刺せなかったことから外野に再転向し、シーズン中盤まで正捕手の座を譲らなかった。しかし、西武・ダイエーとの三つ巴の優勝争いが続く中で投手陣が防御率5点前後を推移し、的山の打率も2割を切る状態であったため、シーズン終盤は的山よりリードが評価されていたベテランの古久保が捕手を務めた。チームは12年ぶりの優勝を果たし捕手陣の中では最も出場機会が多かったが、ヤクルトとの日本シリーズでは1試合しか先発マスクを被れなかった。
2002年は城島健司の代替としてオールスターゲーム出場を果たし、第2戦で勝利打点を挙げた的山は、他に際立った働きをした選手がいなかったためにパ・リーグ捕手としては同年の全パ監督である梨田昌孝（1983年第2戦）以来となるMVPを獲得。ヒーローインタビューで「大勢の有名選手と一緒にプレーできたのは本当に良かったです」とコメントし、両軍ベンチを爆笑させた。梨田も「多分雨が降ると思いますので、皆様気をつけてお帰り下さい。非常に珍しい事ですので」と笑いながら語った。
2004年は藤井彰人と正捕手争いを繰り広げるが、開幕スタメンを奪われ、同年最多勝利を挙げた岩隈久志が先発する時は藤井がマスクを被った。6月までは両者が並行して使われたが、7月になると的山が正捕手を奪い返し藤井の出場は1試合もなかった。8月以降は再び藤井が起用され、スタメン出場は8試合にとどまった。シーズンオフには高須洋介と共に目のレーシック手術を受けて視力回復に成功し、トレードマークの眼鏡がなくなった。
同年オフの球団合併による分配ドラフトでオリックス・バファローズへ移籍する。
2005年は正捕手である日高剛を脅かすことができず、出場機会が半減した。
2006年にプロ13年目で初めて打率.250を超えたが、出場機会はさほど変わらなかったため、同年オフには出場機会を求めて2004年に取得したFA権を行使。他球団への移籍も視野に入れるという態度を表明するも、結局オリックスに残留する。
2007年は日高に加えて前田大輔の出場機会が増えた煽りを受けて更に出場機会が減少し、オフの10月24日に金銭トレードで福岡ソフトバンクホークスへの移籍が発表された。ソフトバンクでは新戦力ながらチーム最年長選手となる。
2008年4月15日の古巣・オリックス戦（京セラ）からシーズン初安打を放つ。この日の先発はかつての同僚で、奇しくも同年から再び同僚となったジェレミー・パウエルで、攻守にわたってパウエルを支えて勝利に貢献。5月1日の西武戦（西武D）で1000試合出場を達成するが、本人曰く初めてという膝の故障にも悩まされ、7月2日のオリックス戦（京セラ）を最後に一軍出場は無くなり、出場機会を増やすことはできなかった。
10月10日の記者会見で現役引退と来季からの一軍バッテリーコーチ就任を発表し、的山は、現役時代で一番印象に残っている投手に赤堀元之を挙げている。「真っすぐも、スライダーも、口では説明するのは難しいんですけど、本当に素晴らしかった。だからあれだけ何度もセーブ王を取れるんだと思いましたね」と語っている。

### 引退後
2009年はソフトバンク一軍バッテリーコーチを務め、田上秀則を正捕手として定着させ、城島退団後の3年間正捕手不在の状況を解決した。2011年にはリーグ2連覇と8年ぶりの日本一に貢献。
2013年からは二軍バッテリーコーチを務め、2015年からは再び一軍バッテリーコーチを担当し、2年連続リーグ優勝・日本一に貢献した。2016年は三軍バッテリーコーチを務め、2016年11月25日から台湾で開催されたアジアウインターベースボールリーグにおいても、NPBウエスタン選抜のバッテリーコーチも務めた。
2017年以降は二軍バッテリーコーチを務め、二軍・三軍時代には甲斐拓也を育てた。その後、2022年は三軍バッテリーコーチを、2023年は一軍バッテリーコーチを務め、2024年からは四軍バッテリーコーチを担当する。

## 選手としての特徴・人物
強肩であり、盗塁阻止率が高い捕手。
元プロ野球選手（投手）の嶋尾康史とは、同郷（姫路市出身）の親戚に当たる。嶋尾は、社会人野球出身の的山より早く、東洋大学附属姫路高等学校から1987年に阪神タイガースへ入団。的山が近鉄に入団した翌々年（1996年）まで阪神で現役生活を続けた後に、スポーツキャスターや野球解説者を経て、俳優や演出家として活動している。
近鉄捕手時代のチームメイトだった中根仁によれば、「大の料理上手」とのことである。

## 詳細情報

### 年度別打撃成績
| 年 度      | 球 団        | 試 合 | 打 席 | 打 数 | 得 点 | 安 打 | 二 塁 打 | 三 塁 打 | 本 塁 打 | 塁 打 | 打 点 | 盗 塁 | 盗 塁 死 | 犠 打 | 犠 飛 | 四 球 | 敬 遠 | 死 球 | 三 振 | 併 殺 打 | 打 率 | 出 塁 率 | 長 打 率 | O P S |
| ---------- | ------------ | ----- | ----- | ----- | ----- | ----- | -------- | -------- | -------- | ----- | ----- | ----- | -------- | ----- | ----- | ----- | ----- | ----- | ----- | -------- | ----- | -------- | -------- | ----- |
| 1994       | 近鉄         | 1     | 1     | 1     | 0     | 0     | 0        | 0        | 0        | 0     | 0     | 0     | 0        | 0     | 0     | 0     | 0     | 0     | 1     | 0        | .000  | .000     | .000     | .000  |
| 1995       | 近鉄         | 15    | 16    | 15    | 0     | 2     | 1        | 0        | 0        | 3     | 0     | 0     | 0        | 1     | 0     | 0     | 0     | 0     | 7     | 0        | .133  | .133     | .200     | .333  |
| 1996       | 近鉄         | 51    | 87    | 64    | 4     | 8     | 2        | 0        | 1        | 13    | 6     | 1     | 0        | 9     | 1     | 8     | 0     | 5     | 25    | 1        | .125  | .269     | .203     | .472  |
| 1997       | 近鉄         | 100   | 255   | 223   | 25    | 44    | 6        | 0        | 4        | 62    | 22    | 4     | 1        | 12    | 4     | 13    | 0     | 3     | 62    | 0        | .197  | .247     | .278     | .525  |
| 1998       | 近鉄         | 105   | 271   | 222   | 23    | 51    | 4        | 2        | 4        | 71    | 18    | 4     | 1        | 20    | 0     | 24    | 0     | 5     | 48    | 3        | .230  | .319     | .320     | .639  |
| 1999       | 近鉄         | 117   | 363   | 307   | 37    | 72    | 16       | 1        | 8        | 114   | 39    | 7     | 1        | 21    | 2     | 31    | 0     | 2     | 75    | 5        | .235  | .307     | .371     | .678  |
| 2000       | 近鉄         | 87    | 185   | 151   | 18    | 26    | 3        | 0        | 3        | 38    | 16    | 3     | 1        | 14    | 2     | 18    | 1     | 0     | 32    | 1        | .172  | .257     | .252     | .509  |
| 2001       | 近鉄         | 101   | 269   | 232   | 24    | 41    | 9        | 0        | 5        | 65    | 25    | 1     | 1        | 16    | 2     | 18    | 0     | 1     | 51    | 4        | .177  | .234     | .280     | .514  |
| 2002       | 近鉄         | 91    | 227   | 192   | 17    | 40    | 8        | 0        | 3        | 57    | 14    | 3     | 2        | 16    | 1     | 14    | 0     | 4     | 39    | 3        | .208  | .275     | .297     | .572  |
| 2003       | 近鉄         | 94    | 253   | 200   | 23    | 40    | 8        | 0        | 5        | 63    | 26    | 0     | 1        | 23    | 5     | 24    | 0     | 1     | 43    | 4        | .200  | .283     | .315     | .598  |
| 2004       | 近鉄         | 81    | 170   | 140   | 12    | 31    | 6        | 0        | 2        | 43    | 11    | 1     | 1        | 15    | 1     | 12    | 0     | 2     | 39    | 1        | .221  | .290     | .307     | .597  |
| 2005       | オリックス   | 52    | 93    | 78    | 6     | 13    | 2        | 1        | 1        | 20    | 5     | 0     | 1        | 6     | 1     | 8     | 0     | 0     | 21    | 2        | .167  | .241     | .256     | .498  |
| 2006       | オリックス   | 49    | 107   | 93    | 8     | 24    | 8        | 0        | 2        | 38    | 6     | 3     | 0        | 3     | 0     | 10    | 0     | 1     | 23    | 2        | .258  | .337     | .409     | .745  |
| 2007       | オリックス   | 42    | 62    | 55    | 5     | 11    | 4        | 0        | 1        | 18    | 4     | 0     | 0        | 1     | 0     | 5     | 0     | 1     | 17    | 2        | .200  | .279     | .327     | .606  |
| 2008       | ソフトバンク | 40    | 97    | 85    | 6     | 20    | 3        | 0        | 1        | 26    | 9     | 0     | 1        | 6     | 0     | 4     | 1     | 2     | 38    | 3        | .235  | .286     | .306     | .592  |
| 通算：15年 | 通算：15年   | 1026  | 2456  | 2058  | 208   | 423   | 80       | 4        | 40       | 631   | 201   | 27    | 11       | 163   | 19    | 189   | 2     | 27    | 521   | 31       | .206  | .279     | .307     | .585  |

### 年度別守備成績
| 年 度 | 球 団        | 捕手  | 捕手  | 捕手  | 捕手  | 捕手  | 捕手  | 捕手     | 捕手     | 捕手     | 捕手     | 捕手     |
| 年 度 | 球 団        | 試 合 | 刺 殺 | 補 殺 | 失 策 | 併 殺 | 捕 逸 | 守 備 率 | 企 図 数 | 許 盗 塁 | 盗 塁 刺 | 阻 止 率 |
| ----- | ------------ | ----- | ----- | ----- | ----- | ----- | ----- | -------- | -------- | -------- | -------- | -------- |
| 1994  | 近鉄         | 1     | 2     | 0     | 0     | 0     | 0     | 1.000    | 0        | 0        | 0        | ----     |
| 1995  | 近鉄         | 14    | 42    | 6     | 0     | 0     | 0     | 1.000    | 7        | 2        | 5        | .714     |
| 1996  | 近鉄         | 50    | 205   | 33    | 2     | 4     | 2     | .992     | 44       | 29       | 15       | .341     |
| 1997  | 近鉄         | 98    | 502   | 60    | 5     | 14    | 7     | .991     | 77       | 49       | 28       | .364     |
| 1998  | 近鉄         | 104   | 437   | 52    | 4     | 6     | 12    | .992     | 68       | 40       | 28       | .412     |
| 1999  | 近鉄         | 116   | 614   | 68    | 5     | 10    | 5     | .993     | 74       | 46       | 28       | .378     |
| 2000  | 近鉄         | 84    | 328   | 24    | 3     | 4     | 5     | .992     | 44       | 37       | 7        | .159     |
| 2001  | 近鉄         | 101   | 469   | 53    | 5     | 11    | 4     | .991     | 79       | 54       | 25       | .316     |
| 2002  | 近鉄         | 91    | 504   | 57    | 1     | 6     | 2     | .998     | 50       | 28       | 22       | .440     |
| 2003  | 近鉄         | 94    | 506   | 47    | 7     | 6     | 7     | .988     | 69       | 40       | 29       | .420     |
| 2004  | 近鉄         | 81    | 366   | 40    | 4     | 5     | 2     | .990     | 44       | 26       | 18       | .409     |
| 2005  | オリックス   | 51    | 201   | 27    | 1     | 1     | 4     | .996     | 17       | 7        | 10       | .588     |
| 2006  | オリックス   | 48    | 180   | 29    | 1     | 2     | 2     | .995     | 24       | 13       | 11       | .458     |
| 2007  | オリックス   | 41    | 156   | 19    | 3     | 2     | 3     | .983     | 14       | 11       | 3        | .214     |
| 2008  | ソフトバンク | 40    | 221   | 16    | 1     | 4     | 2     | .996     | 27       | 22       | 5        | .185     |
| 通算  | 通算         | 1014  | 4733  | 531   | 42    | 75    | 57    | .992     | 638      | 404      | 234      | .367     |

### 表彰
- オールスターゲームMVP：1回（2002年 第2戦）

### 記録
初記録
- 初出場：1994年7月13日、対千葉ロッテマリーンズ14回戦（石川県立野球場）、9回表に光山英和の代打で出場
- 初打席：同上、9回表に小野和幸の前に三振
- 初先発出場：1995年9月26日、対福岡ダイエーホークス26回戦（藤井寺球場）、8番・捕手で先発出場
- 初安打：同上、2回裏に吉田修司から
- 初打点：1996年6月1日、対西武ライオンズ9回戦（西武ライオンズ球場）、5回表に潮崎哲也から左犠飛
- 初盗塁：1996年9月3日、対オリックス・ブルーウェーブ25回戦（グリーンスタジアム神戸）、4回表に二盗（投手：野田浩司、捕手：高田誠）
- 初本塁打：1996年9月28日、対千葉ロッテマリーンズ22回戦（千葉マリンスタジアム）、3回表にエリック・ヒルマンから

節目の記録
- 1000試合出場：2008年5月1日、対埼玉西武ライオンズ9回戦（西武ドーム）、9番・捕手で先発出場 ※史上426人目

その他の記録
- 1試合5三振：2008年6月21日、対読売ジャイアンツ3回戦（東京ドーム） ※史上14人目（パ・リーグ史上7人目）
- オールスターゲーム出場：2回（1999年、2002年）

### 背番号
- 57（1994年 - 2000年）
- 2（2001年 - 2007年）
- 25（2008年）
- 85（2009年 - 2023年）
- 016（2024年 - ）

### 代表歴
- 2016アジアウインターベースボールリーグ：NPBウエスタン選抜：バッテリーコーチ[6]